# 전성용
전성용은 경동대학교 총장을 역임한 대한민국의 대학 교수, 사학 경영인이다.